# Ezzard Charles
Pour les articles homonymes, voir Charles.
Ezzard Charles est un boxeur américain né le 7 juillet 1921 à Lawrenceville, Géorgie, et mort le 28 mai 1975 à Chicago.
Surnommé le Cobra de Cincinnati, il est souvent considéré comme le plus grand mi-lourds de l'histoire. C'est pourtant dans la catégorie reine des lourds qu'il s'est fait un nom. Champion du monde entre 1949 et 1951, il n'a toutefois jamais reçu la ferveur d'un public qui ne lui a jamais pardonné sa victoire sur le grand Joe Louis. Il est mort six semaines avant ses 54 ans.

## Biographie
Ce diplômé d’études secondaires exploite rapidement ses qualités et son sérieux en remportant le titre des poids moyens aux Golden Gloves en 1939. Invaincu après 42 combats amateurs, il passe professionnel à 19 ans. Son punch fait très vite des ravages en mettant un terme à 17 de ses 24 premiers affrontements. Monté en mi-lourds, il domine Archie Moore et Joey Maxim pour s'installer parmi le gotha de la catégorie. Son habileté et sa frappe lui valent le surnom du Cobra. Malheureusement le 20 février 1948, son venin se révèle mortel pour Sam Baroudi, l’un de ses adversaires.
Traumatisé par ce décès, Ezzard Charles adopte un style plus défensif et montre une certaine réticence à user de sa puissance. Sa mobilité reste son meilleur atout lorsqu'il débarque chez les lourds malgré un poids de 84,5 kg. Le retrait des rings du roi Joe Louis en juin 1949 lui offre la chance de disputer le titre vacant des lourds (NBA), pour son 75e combat. Le 22 juin 1949 à Chicago, il domine aux points Jersey Joe Walcott.
Il conserve sa couronne mondiale à huit reprises au cours des deux années suivantes. Sa quatrième défense, qui est également une réunification, l'oppose à son idole Joe Louis, sorti de sa retraite pour un imprudent come-back. Charles l'emporte largement aux points, le 27 septembre 1950 au Yankee Stadium de New York, mais le public boude son succès. Beaucoup aurait préféré voir le Brown Bomber renaître de ses cendres.
C'est un uppercut du gauche de Jersey Joe Walcott qui met fin à son règne, le 18 juillet 1951. La revanche, onze mois plus tard, tourne encore à l'avantage du nouveau champion. La défaite de Walcott devant Rocky Marciano lui offre une nouvelle possibilité d'être le premier à reprendre le titre de la catégorie reine. Mais à deux reprises il échoue devant l'invincible Marciano, en juin et septembre 1954,.
Après ces deux terribles combats, Charles ne sera plus le même. Usé, il perd même treize de ses vingt-trois dernières sorties. Alors qu’il avait touché près de deux millions de dollars, il se retire sans un sou, contraint à catcher et à animer un night-club pour nourrir ses trois enfants.
En 1968, Charles s'est fait diagnostiquer la sclérose latérale amyotrophique, également connue sous le nom de maladie de Lou Gehrig.
Ezzard Charles meurt le 27 mai 1975, à l’hôpital des vétérans de Chicago, six semaines avant ses 54 ans. Considéré parfois comme l’un des plus beaux stylistes jamais vu en poids moyens, même s’il n'a connu ni la gloire, ni l’affection du public, Ring Magazine le distingua meilleur mi-lourds de l’histoire.

## Distinctions
- Ezzard Charles est élu boxeur de l'année en 1949 et 1950 par Ring Magazine.
- Walcott - Charles est élu combat de l'année en 1951.
- Marciano - Charles est élu combat de l'année en 1954.
- Il est membre de l'International Boxing Hall of Fame dès sa création en 1990.